# Fond du Lac (gmina)
Fond du Lac – miejscowość (town) w Stanach Zjednoczonych, w stanie Wisconsin, w hrabstwie Fond du Lac.